# Awtazavodskaja-lijn
De Awtazavodskaja-lijn (Wit-Russisch: Аўтазаводская лінія, Russisch: Автозаводская линия) is een metrolijn van de metro van Minsk. Op plattegronden staat de lijn aangegeven in de kleur rood. De lijn loopt van metrostation Kamennaja Horka naar metrostation Mahiljowskaja. De metrolijn telt 14 stations en het traject heeft een totale lengte van 18,1 kilometer.
De lijn werd in gebruik genomen in 1990 en doorkruist het stadscentrum van Minsk van het noordwesten naar het zuidoosten.

## Stations
| Station          | Overstappunt     |
| ---------------- | ---------------- |
| Kamennaja Horka  |                  |
| Koentsawsjtsjyna |                  |
| Spartywnaja      |                  |
| Poesjkinskaja    |                  |
| Maladzjozjnaja   |                  |
| Froenzenskaja    |                  |
| Njamiha          |                  |
| Koepalawskaja    | Maskowskaja-lijn |
| Persjamajskaja   |                  |
| Praletarskaja    |                  |
| Traktarny zavod  |                  |
| Partyzanskaja    |                  |
| Awtazavodskaja   |                  |
| Mahiljowskaja    |                  |